# Unione Sportiva Torrese 1947-1948
Questa voce raccoglie le informazioni riguardanti la Torrese nelle competizioni ufficiali della stagione 1947-1948.

## Stagione
La stagione 1947-1948 fu la 26ª stagione sportiva del Savoia, la 3ª con il nome di Torrese.
Serie B 1947-1948: 12°

## Divise
| Manica sinistra · Maglietta · Manica destra · Pantaloncini · Calzettoni |

## Organigramma societario
Area direttiva
- Presidente:  Antonio Carotenuto
- Dirigente accompagnatore: Arnaldo Alfani

Area organizzativa
- Segretario generale: De Felice

Area tecnica
- Allenatore:  Dario Gay

## Rosa
| N. |                   | Ruolo | Calciatore         |
| -- | ----------------- | ----- | ------------------ |
|    | Italia (bandiera) | P     | Nicola Lombardi    |
|    | Italia (bandiera) | P     | Duilio Santarosa   |
|    | Italia (bandiera) | D     | Sergio Ancillotti  |
|    | Italia (bandiera) | D     | Augusto Olliaro    |
|    | Italia (bandiera) | D     | E. Re              |
|    | Italia (bandiera) | D     | Luigi Vultaggio    |
|    | Italia (bandiera) | C     | Luigi Barbano      |
|    | Italia (bandiera) | C     | Giacomo Busiello   |
|    | Italia (bandiera) | C     | Giulio Negri       |
|    | Italia (bandiera) | C     | Saverio Pellecchia |

| N. |                   | Ruolo | Calciatore       |
| -- | ----------------- | ----- | ---------------- |
|    | Italia (bandiera) | C     | Roberto Rizzo    |
|    | Italia (bandiera) | C     | Antonio Valese   |
|    | Italia (bandiera) | A     | N. Bellomo       |
|    | Italia (bandiera) | A     | Giuseppe D'Avino |
|    | Italia (bandiera) | A     | Renato Ghezzi    |
|    | Italia (bandiera) |       | Baldazzi         |
|    | Italia (bandiera) |       | D. Pannucco      |
|    | Italia (bandiera) |       | G. Perna         |
|    | Italia (bandiera) |       | G. Viterbo       |

## Calciomercato
| Acquisti | Acquisti           | Acquisti       | Acquisti   |
| R.       | Nome               | da             | Modalità   |
| -------- | ------------------ | -------------- | ---------- |
| P        | Duilio Santarosa   | Bari           | definitivo |
| D        | Luigi Vultaggio    | Albatrastevere | definitivo |
| C        | Saverio Pellecchia |                | definitivo |
| C        | Roberto Rizzo      | Salernitana    | definitivo |
| C        | Antonio Valese     | Salernitana    | definitivo |
| A        | N. Bellomo         |                | definitivo |
| A        | Giuseppe D'Avino   | Salernitana    | definitivo |
|          | G. Perna           |                | definitivo |
|          | G. Viterbo         |                | definitivo |

| Cessioni | Cessioni        | Cessioni    | Cessioni   |
| R.       | Nome            | a           | Modalità   |
| -------- | --------------- | ----------- | ---------- |
| A        | Eugenio Calleri | Salernitana | definitivo |
| A        | Ercole Castaldo | Salernitana | definitivo |
| A        | Secondo Rossi   | Salernitana | definitivo |

## Risultati

### Serie B

#### Girone di andata
| Arbitro: | Arpaia (Roma) |

|                            |           |             |
| Valese 4’ D'Avino 46’, 87’ | Marcatori | 38’ Pesenti |

| Arbitro: | Battistini |

|                           |           |             |
| Cardinali 43’ D'Orazi 88’ | Marcatori | 14’ D'Avino |

| Arbitro: | Longagnani |

|                                   |           |                                            |
| D'Avino 21’, 31’ Bellomo 73’, 79’ | Marcatori | 36’ Magurano 40’ Gavazzi 43’ (rig.) Natale |

| Arbitro: | Bernardi (Savona) |

|                                           |           |  |
| Pucci 46’ Perugini 57’ Olliaro 70’ (aut.) | Marcatori |  |

| Arbitro: | Mengara |

|               |           |  |
| Michelini 22’ | Marcatori |  |

| Arbitro: | Corallo (Lecce) |

|                                        |           |            |
| Bellomo 5’ Ghezzi 21’, 28’ D'Avino 87’ | Marcatori | 35’ Ragona |

| Arbitro: | Pasinetti |

|                 |           |                                |
| D'Avino 5’, 46’ | Marcatori | 66’ Mincarelli 87’ Lanciaprima |

| Arbitro: | Franzi |

|                                   |           |             |
| Lerici 25’, 33’, 52’ Torriani 37’ | Marcatori | 40’ D'Avino |

| Arbitro: | Caporali |

|            |           |  |
| Ghezzi 40’ | Marcatori |  |

| Arbitro: | Balestrini |

|           |           |           |
| Nasti 71’ | Marcatori | 88’ Rizzo |

| Arbitro: | Pasinetti |

|                          |           |             |
| Pavesi 45’ Boniforti 63’ | Marcatori | 80’ D'Avino |

| Arbitro: | Navone |

|             |           |                 |
| Olliaro 81’ | Marcatori | 68’ Pallavicini |

| Arbitro: | Rossi |

|                                       |           |            |
| Fimiani 5’ Tugnoli 11’ Baccilieri 82’ | Marcatori | 16’ Valese |

| Arbitro: | Carpani |

|           |           |  |
| Negri 36’ | Marcatori |  |

| Arbitro: | Longagnani |

|            |           |             |
| Serone 65’ | Marcatori | 39’ D'Avino |

| Arbitro: | Cazzamalli (Crema) |

|              |           |  |
| Castaldo 85’ | Marcatori |  |

| Torre Annunziata 18 gennaio 1948 17ª giornata | Torrese | 0 – 0 | Siracusa | Campo Formisano\| Arbitro: \| Tebaldi \| |
| Arbitro:                                      | Tebaldi |       |          |                                          |

#### Girone di ritorno
| Brindisi 15 febbraio, ore 1948 18ª giornata | Brindisi | 0 – 0 | Torrese | Campo Sportivo del Littorio\| Arbitro: \| Menecone \| |
| Arbitro:                                    | Menecone |       |         |                                                       |

| Arbitro: | Casini |

|            |           |            |
| Ghezzi 52’ | Marcatori | 19’ Tossio |

| Arbitro: | Zilli (Reggio Emilia) |

|                                           |           |  |
| De Santis ?’, ?’ Silvestri ?’, ?’, ?’, ?’ | Marcatori |  |

| Arbitro: | Barbieri (Milano) |

|                    |           |            |
| Re 24’ D'Avino 83’ | Marcatori | 14’ Morgia |

| Arbitro: | Picasso |

|                      |           |             |
| Bellomo ?’ Valese ?’ | Marcatori | ?’ Bellucco |

| Arbitro: | Leone |

|                            |           |  |
| Loschi 13’, 90’ Polack 32’ | Marcatori |  |

| Arbitro: | Arpaia |

|              |           |  |
| Malagoli 65’ | Marcatori |  |

| Arbitro: | Boffardi (Genova) |

|                  |           |                    |
| D'Avino 73’, 87’ | Marcatori | 10’ (aut.) Olliaro |

| Arbitro: | Bergomi |

|                                               |           |               |
| Fabbri 40’ Torre 51’ Redaelli 60’ Quercia 89’ | Marcatori | 69’ Vultaggio |

| Arbitro: | Codeluppi |

|                                  |           |  |
| Olliaro 26’, 71’ Valese 62’, 85’ | Marcatori |  |

| Arbitro: | Mozziconi (Milano) |

|             |           |                           |
| D'Avino 44’ | Marcatori | 63’ Di Bella 66’ Vycpálek |

| Arbitro: | Galassino (Torino) |

|                               |           |                       |
| Chiaretti 29’ Pallavicini 48’ | Marcatori | 60’ D'Avino 61’ Rizzo |

| Arbitro: | Corallo |

|                                                   |           |  |
| D'Avino 5’ Valese 13’ Ghezzi 29’, 78’ Bellomo 67’ | Marcatori |  |

| Nocera Inferiore 27 maggio 1948 31ª giornata                 | Nocerina  | 3 – 0 | Torrese | Campo Forino |
| \| \| \| \| \| Busidoni Chiesa Zucchinali \| Marcatori \| \| |           |       |         |              |
|                                                              |           |       |         |              |
| Busidoni Chiesa Zucchinali                                   | Marcatori |       |         |              |

| Arbitro: | De Gregorio (Legnano) |

|                                             |           |              |
| D'Avino 15’, 72’ Ghezzi 85’ Toso 88’ (aut.) | Marcatori | 40’ Zucchini |

| Arbitro: | Tibaldi (Savona) |

|                         |           |                                                     |
| D'Avino 15’ Bellomo 80’ | Marcatori | 20’ Cozzolini 23’ Castaldo 25’ Monti 70’ Meneghetti |

| Arbitro: | Corallo |

|                                     |           |  |
| Marchetto 12’ Mele 28’ Quindici 44’ | Marcatori |  |